# Luis Rosado Vega
Luis Rosado Vega är en ort i Mexiko.   Den ligger i kommunen Tizimín och delstaten Yucatán, i den östra delen av landet, 1 200 km öster om huvudstaden Mexico City. Luis Rosado Vega ligger 14 meter över havet och antalet invånare är 118.
Terrängen runt Luis Rosado Vega är mycket platt. Runt Luis Rosado Vega är det mycket glesbefolkat, med 5 invånare per kvadratkilometer. Närmaste större samhälle är Kantunilkin, 18,5 km sydost om Luis Rosado Vega. Trakten runt Luis Rosado Vega består till största delen av jordbruksmark.